# Wilson (Kansas)
Wilson es una ciudad ubicada en el condado de Ellsworth, Kansas, Estados Unidos. Según el censo de 2020, tiene una población de 859 habitantes.

## Geografía
La localidad está ubicada en las coordenadas 38°49′31″N 98°28′30″O / 38.82528, -98.47500 (38.825332, -98.474923).

## Demografía
Según la Oficina del Censo, en 2000 los ingresos medios de los hogares de la localidad eran de $34,821 y los ingresos medios de las familias eran de $47 768. Los hombres tenían unos ingresos medios de $28 173 frente a $23 000 para las mujeres. Los ingresos per cápita eran de $16 622. Alrededor del 7,0 % de la población estaba por debajo del umbral de pobreza.
De acuerdo con la estimación 2016-2020 de la Oficina del Censo, los ingresos medios de los hogares de la localidad son de $46 806 y los ingresos medios de las familias son de $57 689. Alrededor del 18,2 % de la población está por debajo del umbral de pobreza.